# 李繼暐
李繼暐，五代十国时深州博野县人，李茂贞和刘氏的第四子。
李繼暐在传世文献没有记载，其母刘氏的墓志铭里称他为前凤翔衙内都指挥使。他的大哥李从曮继承父亲为凤翔节度使，二哥李从昶官至彰化军节度使，三哥李從照为陇州刺史。四兄弟的排行为同母，李从曮是其父李茂贞第六子。李繼暐在其母后晋天福八年（943年）的墓志铭上被称为李繼暐，而非诸兄因受唐明宗恩赐，改“繼”为“从”，或其在926年之前已经去世。